# لوسي ميرسر رذرفورد
لوسي بيج ميرسر رذرفورد (26 أبريل 1891-31 يوليو 1948) امرأة أمريكية اشتهرت بعلاقتها الغرامية مع الرئيس الأمريكي فرانكلين دي. روزفلت.

## خلفية
ولدت لوسي بيج ميرسر في 26 أبريل 1891 في واشنطن العاصمة لوالدها كارول ميرسر (1857-1917)، وهو عضو في وحدة سلاح الفرسان التي قادها ثيودور روزفلت في الحملات العسكرية في كوبا، على الشاطئ الجنوبي للجزيرة بالقرب من سانتياغو خلال الحرب الإسبانية الأمريكية القصيرة في عام 1898، ووالدتها مينا لي (ميني) تونيس (1863-1947)، وهي امرأة مستقلة ذات أذواق «بوهيمية» غريبة وحيوية. للوسي أخت واحدة هي فيوليتا كارول ميرسر (1889-1947). على الرغم من أنهم كانوا من العائلات الثرية ولهم علاقات جيدة، فقد والدا ميرسر ثروتهما من خلال الذعر المالي لعام 1893 وما تلاه من ركود/كساد كبير قلص إنفاقهما الباهظ. انفصل الزوجان بعد فترة وجيزة من ولادة لوسي، وغدا كارول مدمنًا على الكحول. ثم ربت ميني الفتيات وحدها.

## علاقة غرامية مع فرانكلين دي. روزفلت
في عام 1914 عينت إليانور روزفلت ميرسر لتصبح سكرتيرتها الاجتماعية. سرعان ما أصبحت جزءًا ثابتًا من عائلة روزفلت، وصديقة جيدة لإليانور. وفقًا للمؤرخين جوزيف بيرسيكو وهازل رولي، من المحتمل أن تكون العلاقة بين ميرسر وفرانكلين قد بدأت في عام 1916، عندما كانت إليانور والأطفال يقضون عطلة في جزيرة كامبوبيلو هربًا من حرارة الصيف، بينما بقي فرانكلين في واشنطن العاصمة. في عام 1917 ضم فرانكلين في كثير من الأحيان ميرسر إلى حفلات اليخوت الصيفية، والتي عادة ما رفضت إليانور حضورها.
في يونيو 1917 استقالت ميرسر أو طُردت من وظيفتها مع إليانور، وتطوعت في البحرية الأمريكية، التي كانت في ذلك الحين تحشد للحرب العالمية الأولى. كان فرانكلين في ذلك الوقت مساعد وزير البحرية، وعيّن ميرسر في مكتبه. استمر ميرسر وفرانكلين في رؤية بعضهما البعض على انفراد، مما تسبب في ثرثرة واسعة النطاق في واشنطن. شجعت أليس روزفلت ونغويرث -ابنة ثيودور روزفلت، وابنة عم إليانور- العلاقة، ودعت ميرسر وفرانكلين لتناول العشاء معًا عدة مرات. علقت لاحقًا قائلة: «لقد استحق وقتًا ممتعًا... كان متزوجًا من إليانور».
في عام 1918 ذهب فرانكلين في رحلة إلى أوروبا لتفقد المنشآت البحرية للحرب. عندما عاد في سبتمبر، مصابًا بالتهاب رئوي في كلتا الرئتين، اكتشفت إليانور حزمة من رسائل الحب من ميرسر في حقيبته. عرضت إليانور بعد ذلك الطلاق على زوجها.
عارضت والدة فرانكلين، سارة ديلانو روزفلت، بشدة فكرة الطلاق، لأنها تمثل نهاية مسيرة فرانكلين السياسية، ذكرت أنها ستحرمه من ثروة الأسرة إذا اختار الانفصال. ناقش المؤرخون أيضًا ما إذا كانت ميرسر، بصفتها رومانية كاثوليكية، مستعدةً للزواج من رجل مطلق. عبرت كاتبة سيرة إليانور روزفلت، بلانش ويزن كوك، عن شكوكها في أن يشكل هذا عقبة خطيرة، مشيرة إلى عمق مشاعر ميرسر. كان لدى برسكو شكوكه أيضًا، فقد أشار إلى أن والدة ميرسر ميني قد تطلقت وتزوجت مرة أخرى، وأن العائلة لم تتبع الرومانية الكاثوليكية إلا مؤخرًا.
في النهاية، يبدو أن فرانكلين قد خدع ميرسر بإخبارها أن إليانور لم تكن على استعداد لمنح الطلاق. ظل هو وإليانور متزوجين، وتعهد بعدم رؤية ميرسر مرة أخرى. ووصف جيمس نجل روزفلت في وقت لاحق حالة الزواج بعد الحادث بأنها «هدنة مسلحة استمرت حتى يوم وفاته». كتبت إليانور لاحقًا: «لدي ذاكرة فيل. يمكنني أن أسامح، لكن لا أنسى أبدًا». كان الحادث نقطة تحول في حياتها، خاب أملها من زواجها، وأصبحت نشطة في الحياة العامة، وركزت بشكل متزايد على عملها الاجتماعي بدلًا من دورها كزوجة.